# HMS Caledon (D53)
HMS Caledon (D53) là một tàu tuần dương hạng nhẹ thuộc lớp tàu tuần dương C của Hải quân Hoàng gia Anh Quốc, được chế tạo trong giai đoạn Chiến tranh Thế giới thứ nhất, và là chiếc dẫn đầu của lớp phụ Caledon. Lớp phụ này, vốn còn bao gồm HMS Calypso, HMS Cassandra và HMS Caradoc, giữ lại kiểu dáng hai ống khói của hai lớp phụ trước đó; nhưng hệ thống động lực có khác biệt đôi chút, cũng như là cấu trúc thượng tầng. Dàn hỏa lực chính bao gồm năm khẩu BL 152 mm (6 inch) Mark XII, và dàn pháo hạng hai gồm hai khẩu QF 76 mm (3 inch) và hỏa lực phòng không gồm bốn khẩu 3 pounder.
Caledon được đặt lườn tại xưởng đóng tàu Cammell Laird vào ngày 17 tháng 3 năm 1916. Nó được hạ thủy vào ngày 25 tháng 11 năm 1916 và đưa ra hoạt động cùng Hải quân Hoàng gia vào ngày 6 tháng 3 năm 1917. Nó được đưa vào hoạt động kịp thời để tham gia trận Heligoland Bight thứ hai vào ngày 17 tháng 11 năm 1917, khi nó cùng với tàu chị em Calypso đánh chặn các tàu quét mìn của Đức gần bờ biển Đức Quốc. Trong trận này, một thành viên của thủy thủ đoàn, John Henry Carless, mặc dù bị thương vào bụng, đã tiếp tục ở lại vị trí chiến đấu và hỗ trợ việc sơ tán những người bị thương, trước khi bị tử thương vì vết thương của chính mình. Anh được truy tặng Huân chương Chữ thập Victoria. HMS Caledon đã sống sót qua cuộc Chiến tranh Thế giới thứ nhất.
Caledon trải qua giai đoạn đầu của Chiến tranh Thế giới thứ hai cùng với Hạm đội Nhà, nơi nó hộ tống các đoàn tàu vận tải cũng như tham gia vào việc săn đuổi các tàu chiến-tuần dương Đức Scharnhorst và Gneisenau sau vụ đánh chìm chiếc HMS Rawalpindi vào ngày 23 tháng 11 năm 1939. Nó được bố trí về Hạm đội Viễn Đông từ tháng 8 năm 1940 đến tháng 9 năm 1942; rồi sau đó quay trở lại Hạm đội Nhà. Khi quay trở về Anh Quốc, nó trải qua công việc cải biến thành một tàu tuần dương phòng không tại xưởng tàu Chatham từ ngày 14 tháng 9 năm 1942 đến ngày 7 tháng 12 năm 1943.
Được cho là đã lạc hậu vào lúc chiến tranh sắp kết thúc, Caledon được giải giáp vào tháng 4 năm 1945. Cuối cùng nó bị bán vào ngày 22 tháng 1 năm 1948. Caledon được kéo đến xưởng tàu của Dover Industries tại Dover vào ngày 14 tháng 2 năm 1948 để được tháo dỡ.